# Ecologia médica
Ecologia médica é o estudo das relações entre espaço, lugar e saúde, também pode se chamada topografia médica, geografia patológica, epimiologia espacial, geomedicina, medicina ecológica ou ecomedicina. O termo foi cunhado por Rene Dubos - descobridor da gramicidina - que na década de 1960 observava o impacto do meio ambiente e do progresso tecnológico na vida dos seres humanos.